# Idaea rosinaria
Idaea rosinaria là một loài bướm đêm trong họ Geometridae.